# Henry Keppel

Sir Henry Keppel

Sir Henry Keppel GCB, OM (* 14. Juni 1809; † 17. Januar 1904) war ein britischer Admiral.
Henry Keppel war der jüngste Sohn von William Charles Keppel, 4. Earl of Albemarle, und trat 1822 in die Royal Navy ein. 1829 wurde er Lieutenant, 1833 Commander, 1837 Captain. Nachdem er sich im Ersten Opiumkrieg von 1842 in China einen Namen gemacht hatte, wurde er auf der Malaiischen Halbinsel stationiert, wo er gemeinsam mit James Brooke, dem ersten weißen Raja von Sarawak, gegen Piraten kämpfte. 

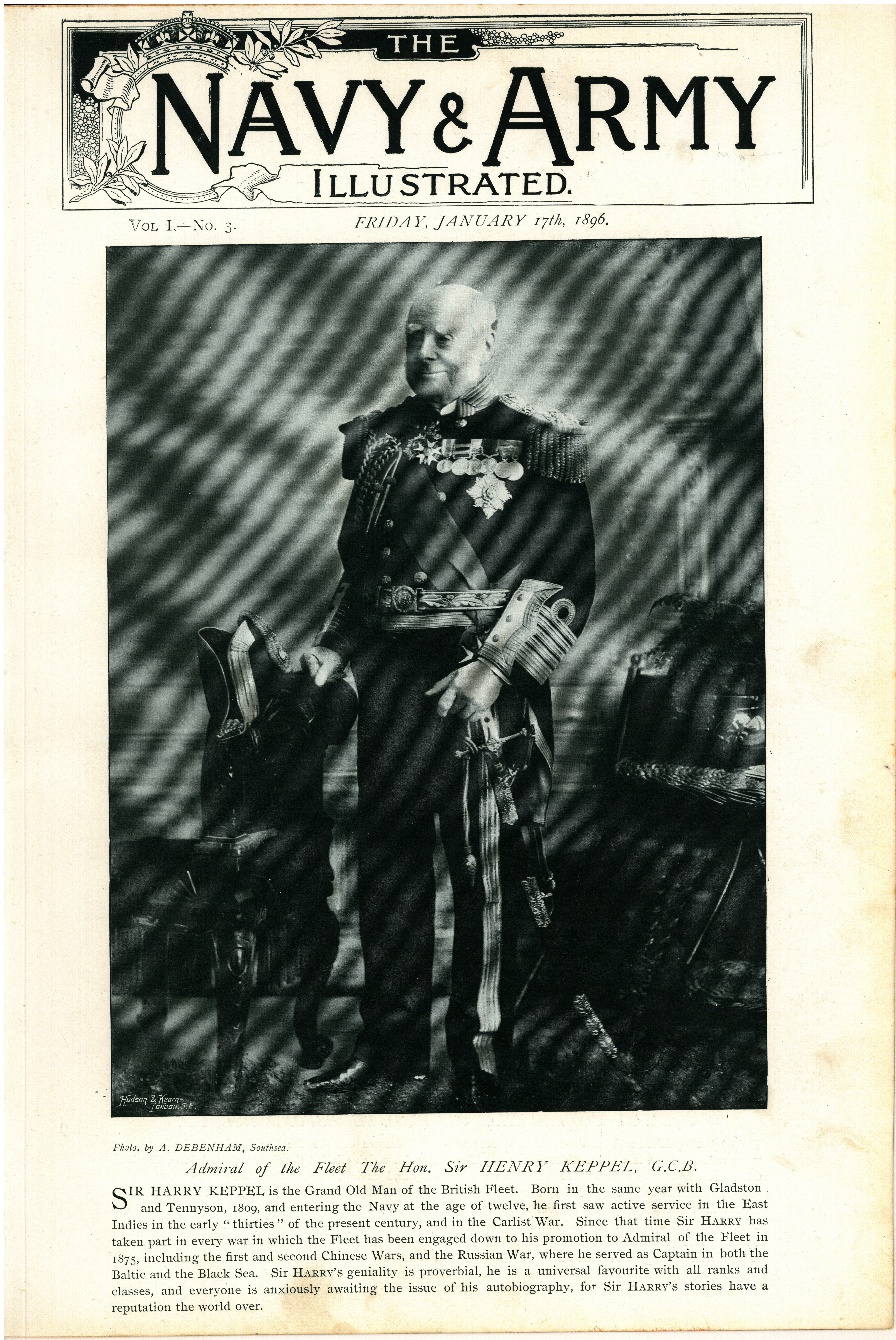
The Navy & Army Illustrated, 1896.

1855 kommandierte er im Krimkrieg das Schiff HMS St. Jean d'Acre, mit dem er zunächst in der Ostsee bei der Eroberung der Festung Bomarsund und später im Schwarzen Meer eingesetzt war. Während der Belagerung von Sewastopol kommandierte er die Marinebrigade. 1856 führte er als Rear-Admiral ein Geschwader im Zweiten Opiumkrieg gegen China an. Sein Flaggschiff in dieser Zeit war die HMS Royal Adelaide. 1857 wurde er als Knight Commander des Order of the Bath (KCB) geadelt. Zwischen 1860 und 1867 war er in afrikanischen, dann in den chinesischen und japanischen Gewässern stationiert. Henry Keppel wurde 1869 zum Admiral ernannt, und 1877 zum Admiral of the Fleet und hatte damit den höchsten Offiziersrang in der Royal Navy. 1871 wurde er zum Knight Grand Cross des Order of the Bath (GCB) erhoben.
1879 trat er in den Ruhestand.

## Werke
- The Expedition to Borneo of H.M.S. „Dido“ for the Suppression of Piracy. Oxford University Press, Singapur 1991, ISBN 0-19-588980-0, (Nachdr. d. Ausg. London 1847).
- A sailor's life under four sovereigns. 3 Bände, Macmillan, London 1898.
- Visit to the Indian archipelago in H.M.S. „Meander“. With portions of the private journal of James Brooke. Bentley Press, London 1853.